# Hippeastrum leopoldii
Hippeastrum leopoldii é uma planta bulbosa herbácea perene , pertencente à família Amaryllidaceae, distribuída do Peru à Bolívia.

## Taxonomia
Descrito por Thomas Moore em 1870.

### Etimologia
Nomeado em homenagem ao rei Leopoldo II da Bélgica, após sua visita à exposição da Royal Horticultural Society em South Kensington em 1870.

## Cultivo
H. leopoldii desempenhou um papel importante nos programas de melhoramento de Hippeastrum, resultando nos chamados híbridos Leopoldii, o mais importante dos quais foi 'John Heal'.